# Zef Gruda
Zef Gruda (ur. 1926 w Szkodrze, zm. 9 marca 1989) – albański muzyk i kompozytor.

## Życiorys
W dzieciństwie grał w zespole muzycznym założonym przez franciszkanina Martina Gjokę, a następnie wspólnie z Prenkiem Jakovą występował w zespole działającym przy stowarzyszeniu Antoniana. Specjalizował się w grze na oboju, był uczniem Viktora Shiroki, jednego z pierwszych Albańczyków grających na tym instrumencie. W czasie wojny występował wraz z zespołem Rudolfo Guraschiego w Radiu Tirana. Po zakończeniu wojny grał na oboju i klarnecie w zespole, występującym w stołecznym Hotelu Dajti, a następnie w Filharmonii Albańskiej. Tam też nauczył się gry na saksofonie. W 1956 został aresztowany przez władze komunistyczne w ramach represji za ucieczkę z kraju jego brata. Skazany na 5 lat więzienia. Po wyjściu na wolność zamieszkał w Durrësie, skąd wkrótce został wysłany do Kukësu, gdzie w październiku 1961 objął stanowisko dyrektora orkiestry, działającej przy miejscowym zespole estradowym. Wspólnie z orkiestrą występował kilkakrotnie na największej imprezie muzycznej w Albanii - Festivali i Këngës w Tiranie. W Kukësie organizował festiwale muzyczne dla dzieci i młodzieży. W 1978 uzyskał zgodę na powrót do Szkodry, gdzie przy miejscowym domu kultury założył orkiestrę dziecięcą. W tym czasie zajął się opracowywaniem starych pieśni szkodrańskich na potrzeby zespołu, sam też komponował suity i utwory z przeznaczeniem dla orkiestr. 
Za swoją działalność artystyczną został wyróżniony tytułem Honorowego Obywatela Kukësu i pośmiertnie tytułem Artysty Ludu (Artist i Popullit).